# 東海旅客鉄道総合研修センター
東海旅客鉄道総合研修センター（とうかいりょかくてつどうそうごうけんしゅうセンター）は静岡県三島市にある東海旅客鉄道（JR東海）の研修機関である。
かつて、同社の研修施設は社員研修センター（愛知県名古屋市千種区）および、三島社員研修センター（静岡県三島市）の2箇所が設置されていたが、双方とも施設の老朽化が進んでいたことや耐震補強が必要だったことから、両施設を統合した新たな施設を旧・三島研修センターの敷地内に175億円かけ建設した。鉄道建築協会賞佳作を受賞。
2012年（平成24年）6月には鉄骨構造2階建の実習線設備棟も併設された。

## 施設の概要
10階建ての本館は1～2階に訓練設備として運転士訓練室（新幹線・在来線）、駅輸送訓練室（新幹線・在来線）、出改札訓練室、マルス訓練室、電力・信号通信訓練室（新幹線・在来線）があるほか、1～4階に30名収容の教室が50室と100名収容の大教室が2室、視聴覚室、体育館（単なる娯楽施設ではなくフィジカルトレーニングや災害対応訓練などに用いる）、400名収容の食堂が入り、5～10階が研修生宿泊部屋525室と講師宿泊部屋48室ある。
場内には訓練線が敷設されており、新幹線・在来線とも全長220メートルあり、架線や防音壁、レールには脱線防止ガードが併設されているほか、ATS-PT地上装置が設置され実際に本館の電力・信号通信訓練室とつながっていたり、区間内には無道床橋梁もある。
また、六郷川橋梁（JR東日本・東海道線 品川駅 - 川崎駅間）の2代目トラス橋および大谷川橋梁（東武鬼怒川線 下今市駅 - 大谷向駅間）のトラス橋が保存されている。

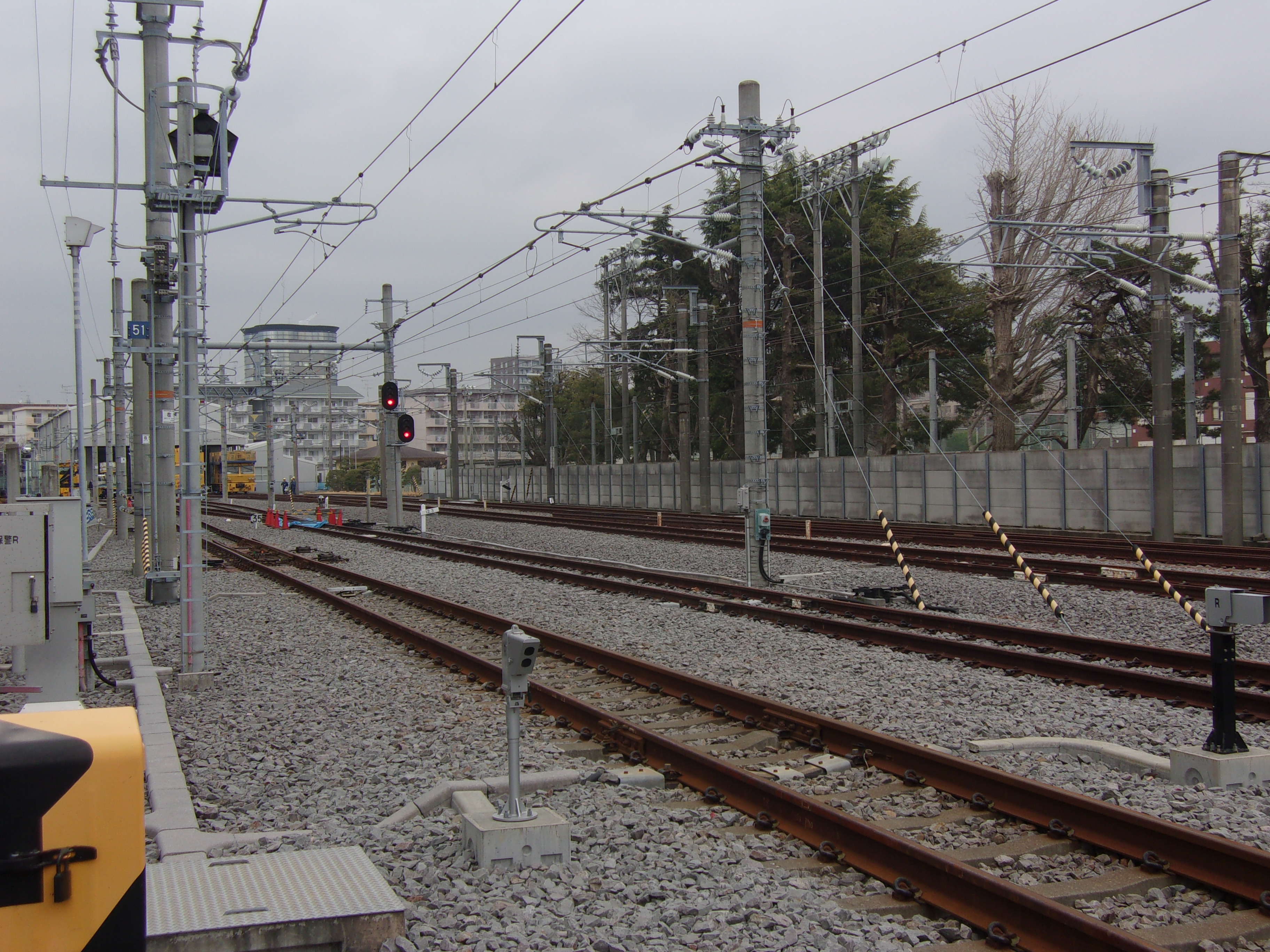
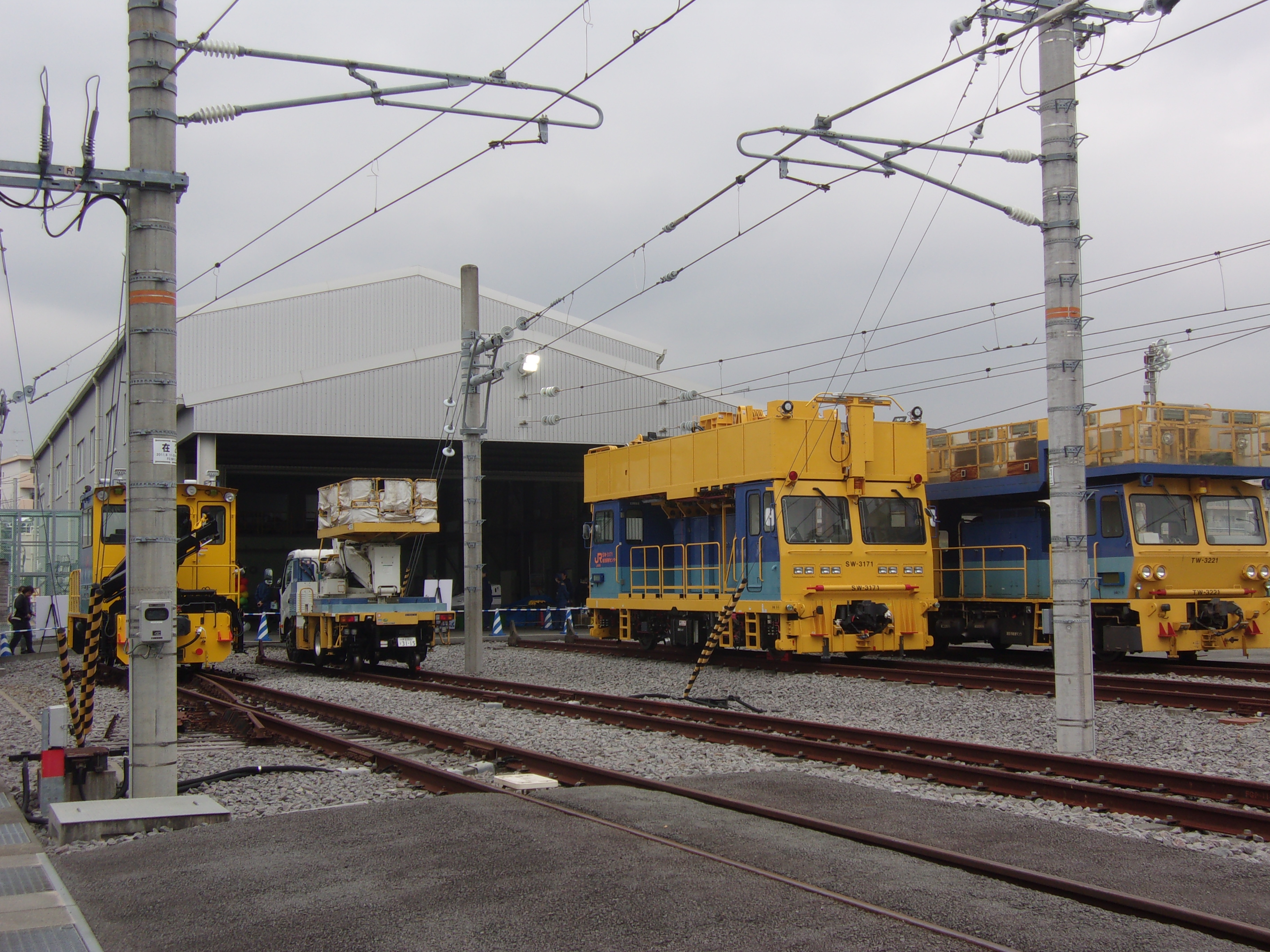
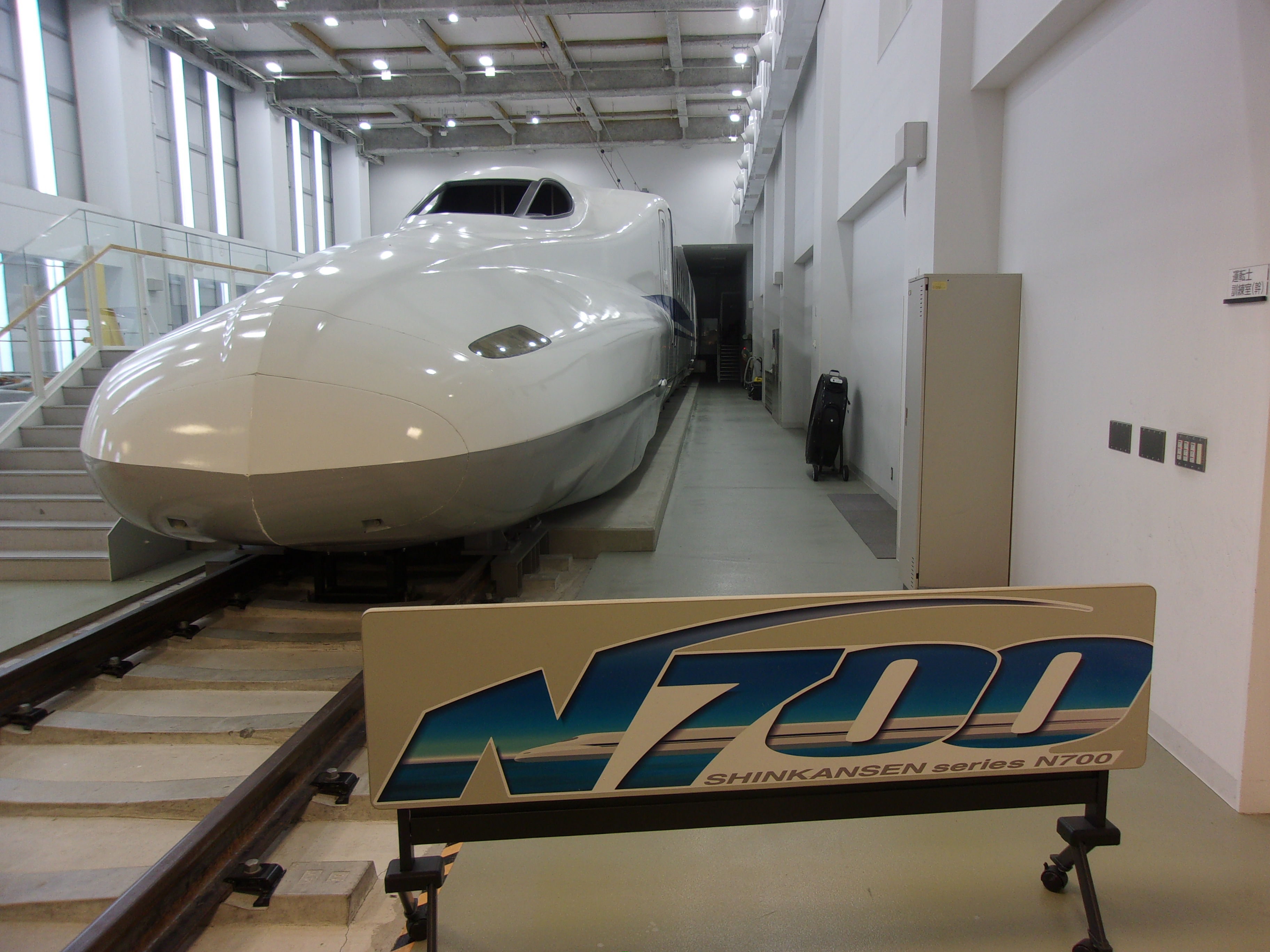
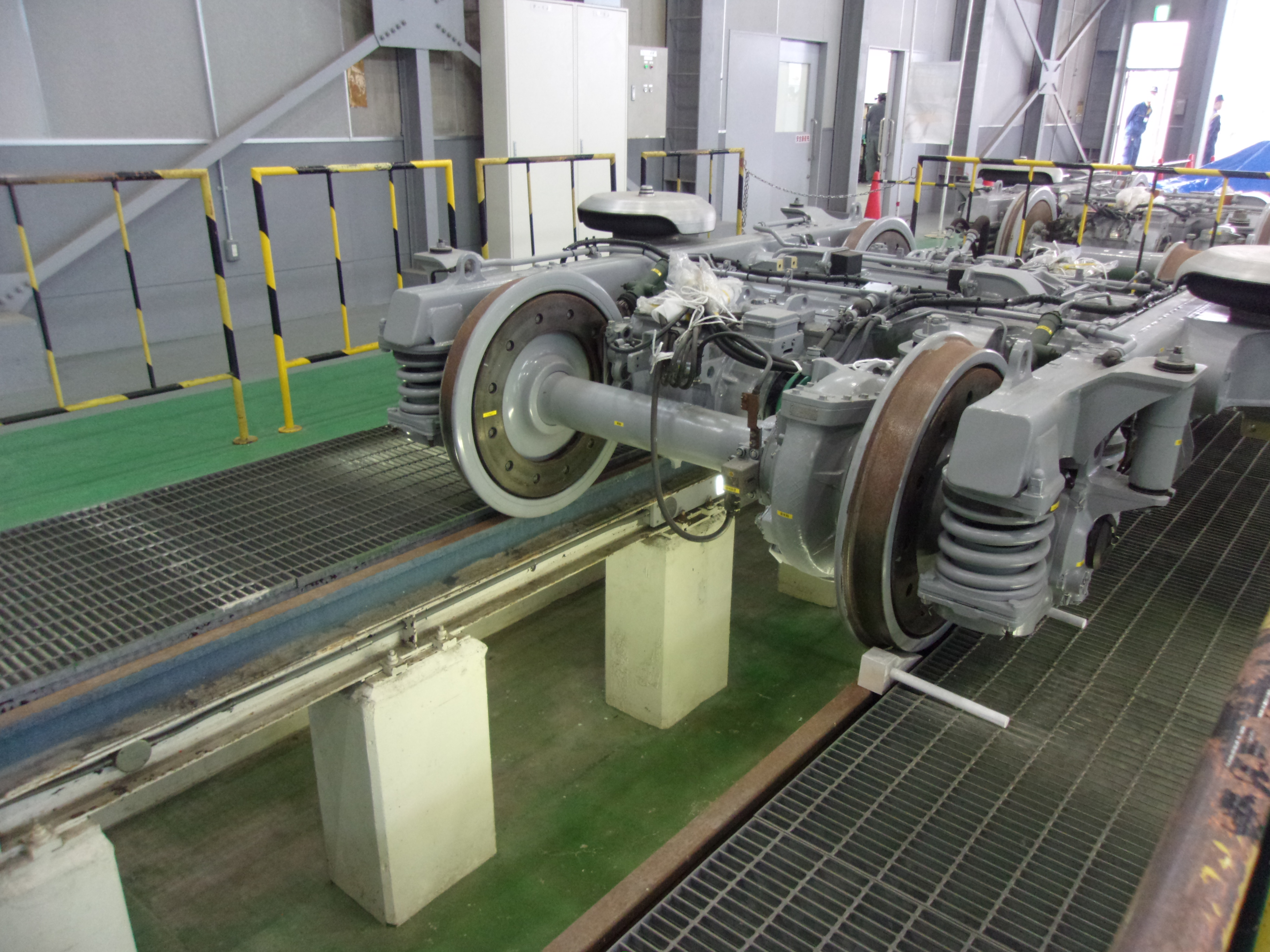
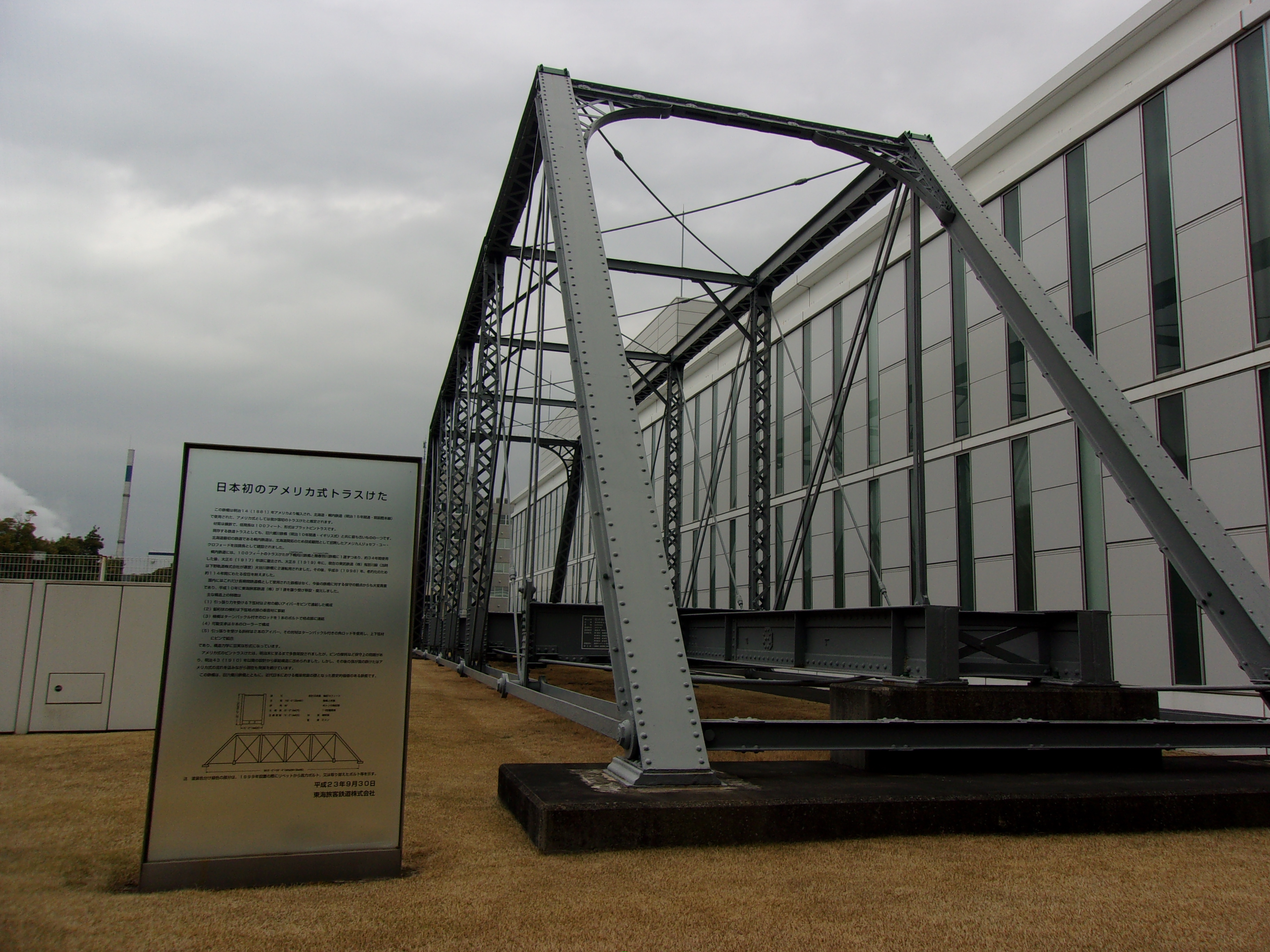

## 旧施設の概要
いずれの施設も、乗務員養成および新入社員研修や各種の集合研修などに利用されていた。また、指定動力車操縦者養成所に指定されていた。

### 社員研修センター（名古屋）
主に東海鉄道事業本部直轄・三重支店・静岡支社に所属する在来線の乗務員養成などに利用されていた。
名古屋鉄道教習所として設立され、国鉄時代は中部鉄道学園として、当時の中部支社の研修機関の中心的役割を果たしていた。C57 139が保存されていた。
跡地はJRの関連会社により再開発がなされ、貸駐車場および家電量販店（ヤマダ電機）として利用されている。
- 所在地 : 愛知県名古屋市千種区内山一丁目20番40号

※所在地より、社内では「千種研修センター」と通称されていた。

### 三島社員研修センター
新幹線鉄道事業本部や関西支社に所属する新幹線乗務員の養成などに利用されていた。
終戦直後に旧三島野戦重砲第3連隊兵舎を借り受け昭和20年12月に三島鉄道教習所が開設された。昭和27年8月に中央鉄道教習所 三島分所、昭和36年4月に中央鉄道学園 三島分教場、昭和51年3月に中央鉄道学園 三島技術学園と改称された。新幹線総局の研修機関としても使用された。また、施設内には六郷川橋梁（JR東日本・東海道線 品川駅 - 川崎駅間）の2代目トラス橋および大谷川橋梁（東武鬼怒川線 下今市駅 - 大谷向駅間）のトラス橋が保存されていた。
- 所在地 : 静岡県三島市文教町一丁目4番19号

※所在地は、現 総合研修センターの北側にあたる。

## 沿革
【名】は社員研修センター（名古屋）、【三】は三島社員研修センター、【総】は総合研修センターの沿革。
- 1919年（大正8年）10月 - 【名】名古屋鉄道管理局教習所(名古屋鉄道局教習所)を設置[15]。
- 1925年（大正14年）3月 - 【名】名古屋鉄道局教習所を廃止し、東京鉄道局教習所に移管[16]。
- 1945年（昭和20年）12月 - 【三】三島鉄道教習所として設立される[11]。
- 1951年（昭和26年）4月 - 【名】豊川鉄道教習所名古屋分室を名古屋鉄道教習所に改称[17]。
- 1952年（昭和27年）8月 - 【三】中央鉄道学園が設立され、中央鉄道教習所 三島分所となる[12]。
- 1961年（昭和36年）4月 - 【三】中央鉄道学園 三島分教場に改称[12]。
- 1965年（昭和40年）9月 - 【名】中部鉄道学園に改称[18]。
- 1976年（昭和51年）3月 - 【三】中央鉄道学園 三島技術学園に改称[12]。
- 1987年（昭和62年）4月1日 -  【名】【三】国鉄分割民営化に伴い、JR東海に承継される。
- 2011年（平成23年） - 【総】社員研修センターおよび三島社員研修センターを統合し、総合研修センターとして設立される[1]。